# Брантфорд
Брантфорд (англ. Brantford) — місто на річці Ґранд, Південне Онтаріо, Канада. Однорівневий муніципалітет посеред округу Брант, разом із яким входять до єдиного переписного району (англ. census division). Центр однойменної агломерації з населенням 124 607 осіб (30-а позиція по Канаді). В самому муніципалітеті проживає 90 192 мешканців (перепис 2006) (31-а позиція по Канаді). Належить до урбанізованого району Золота підкова.
Назва дана на честь видатного лідера ірокезів-могавків Джозефа Бранта. Місто також називають «Телефонне місто» (англ. "The Telephone City"), оскільки саме проживаючи в передмісті Брантфорда — Парижі, Александер Грем Белл в 1876 році здійснив першу міжконтинентальну телефону розмову з Парижем.
У Брантфорді знаходиться Українська греко-католицька церква Св. Івана Хрестителя. Заснована у 1911 році, церква вважається найстарішою українською католицькою церквою у східній Канаді.

## Відомі особистості
В поселенні народилися:
- Сара Джаннет Данкан (1861—1922) — канадська та індійська письменниця та журналістка
- Кріс Греттон (* 1975) — канадський хокеїст
- Вейн Грецкі (* 1961) — канадський хокеїст
- Томас Бертрам Костейн (1885—1965) — американський письменник і журналіст

## Міста-партнери
Має партнерські зв'язки з містами:
- Кам'янець-Подільський (укладено договір про дружбу та співпрацю в 2022 році)
- Острув-Велькопольський

## Галерея

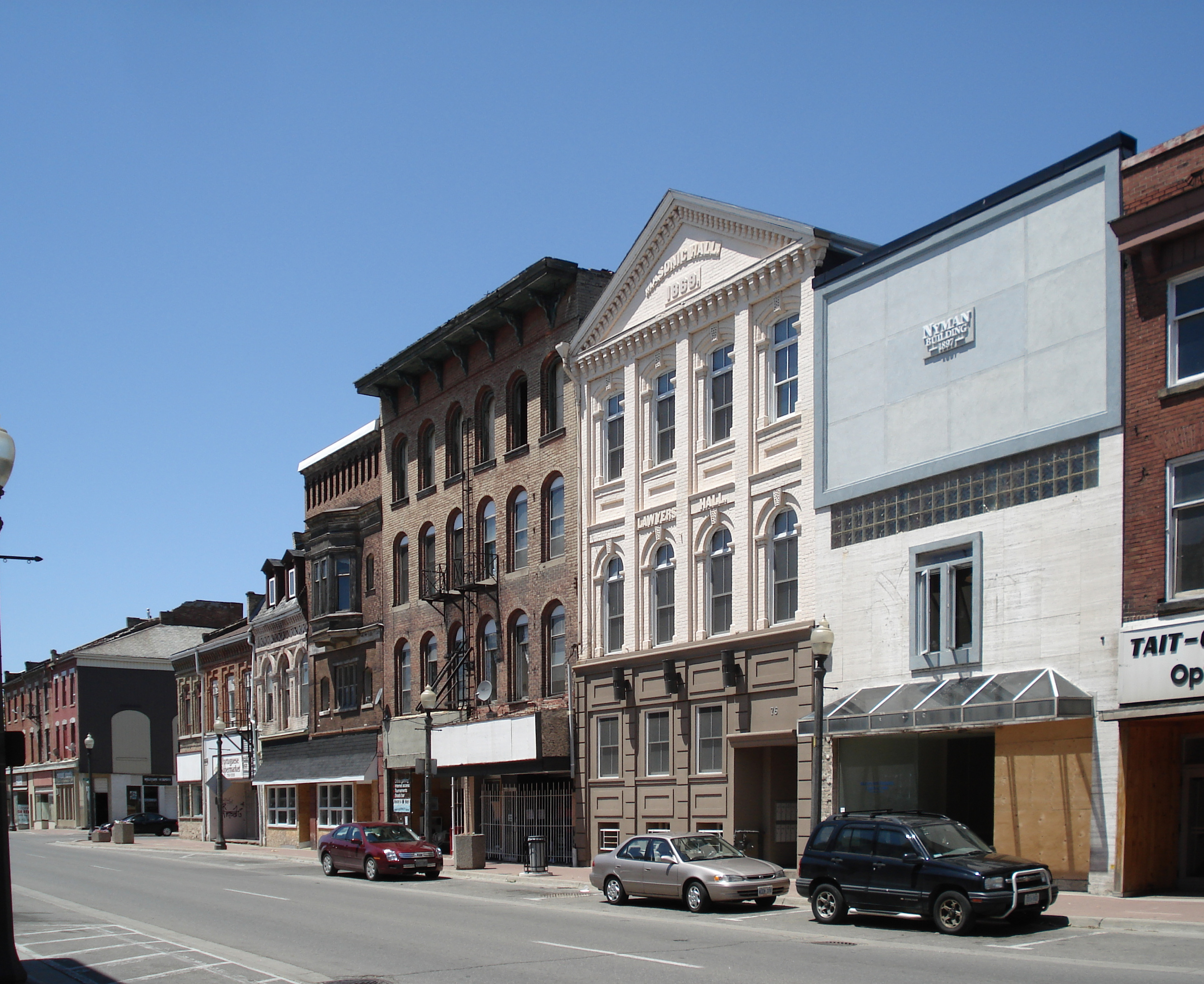
Центр міста, вулиця Колборн
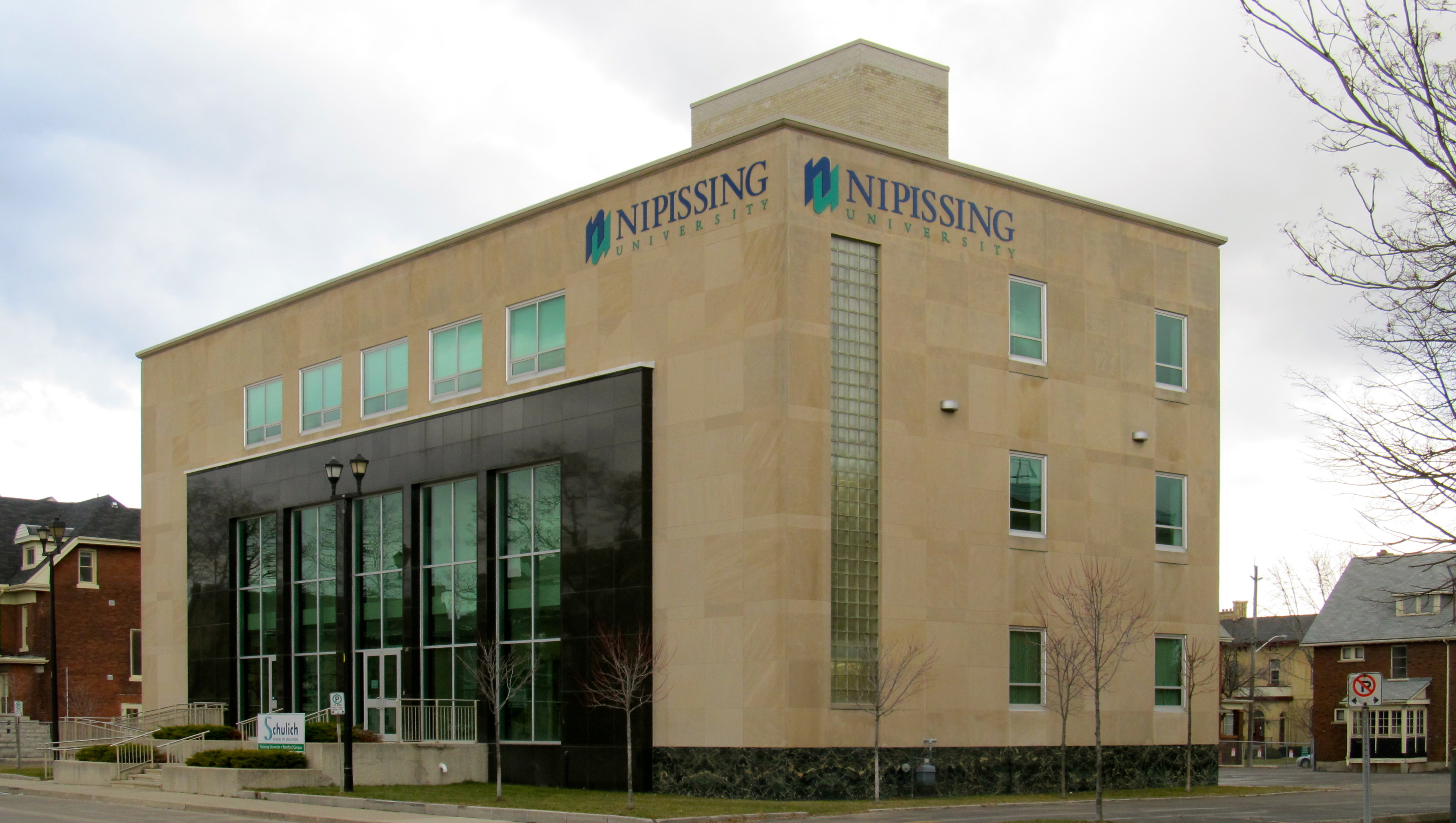
Брантфордський кампус університету Ніпіссінг
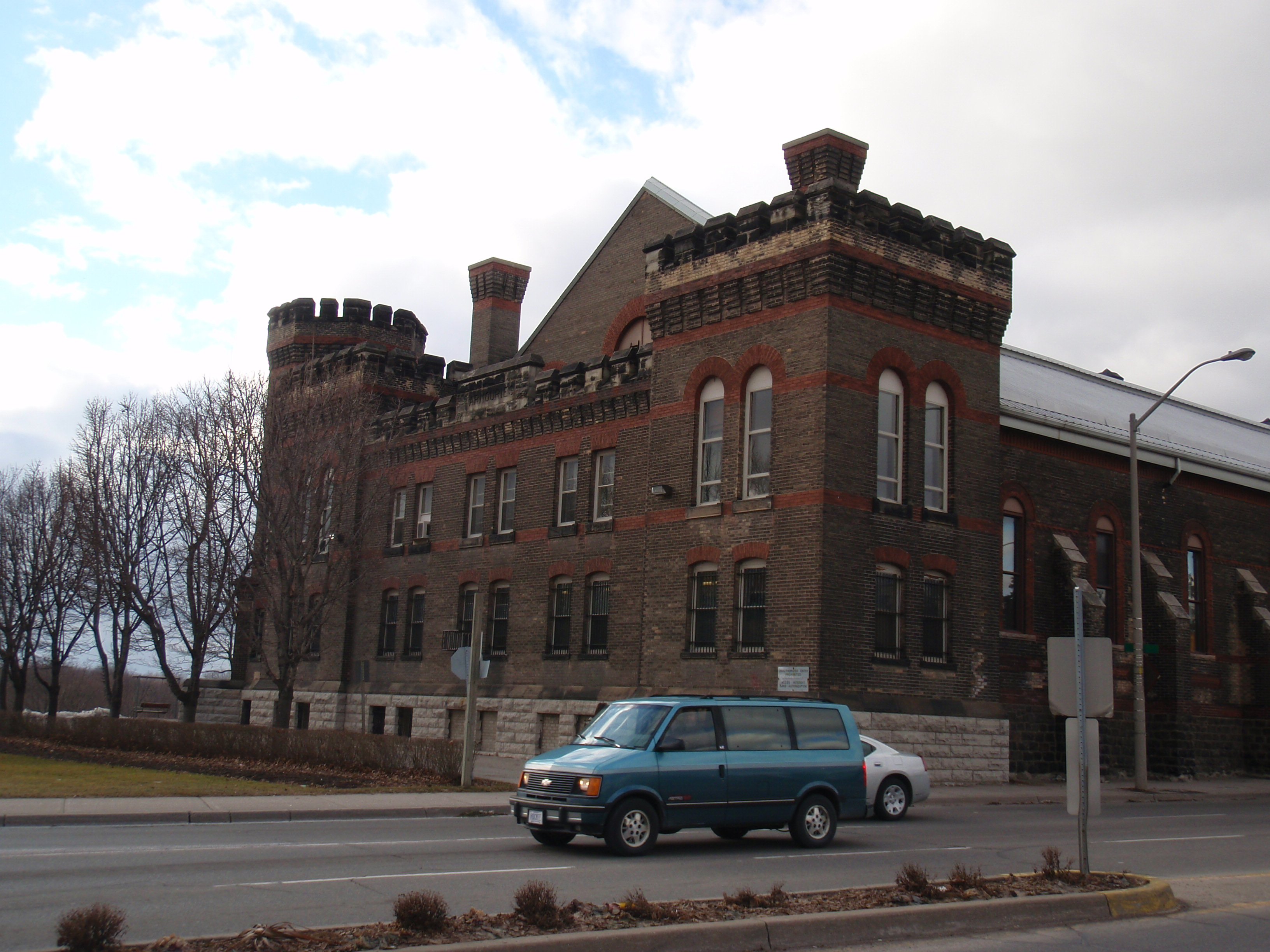
Збройова палата
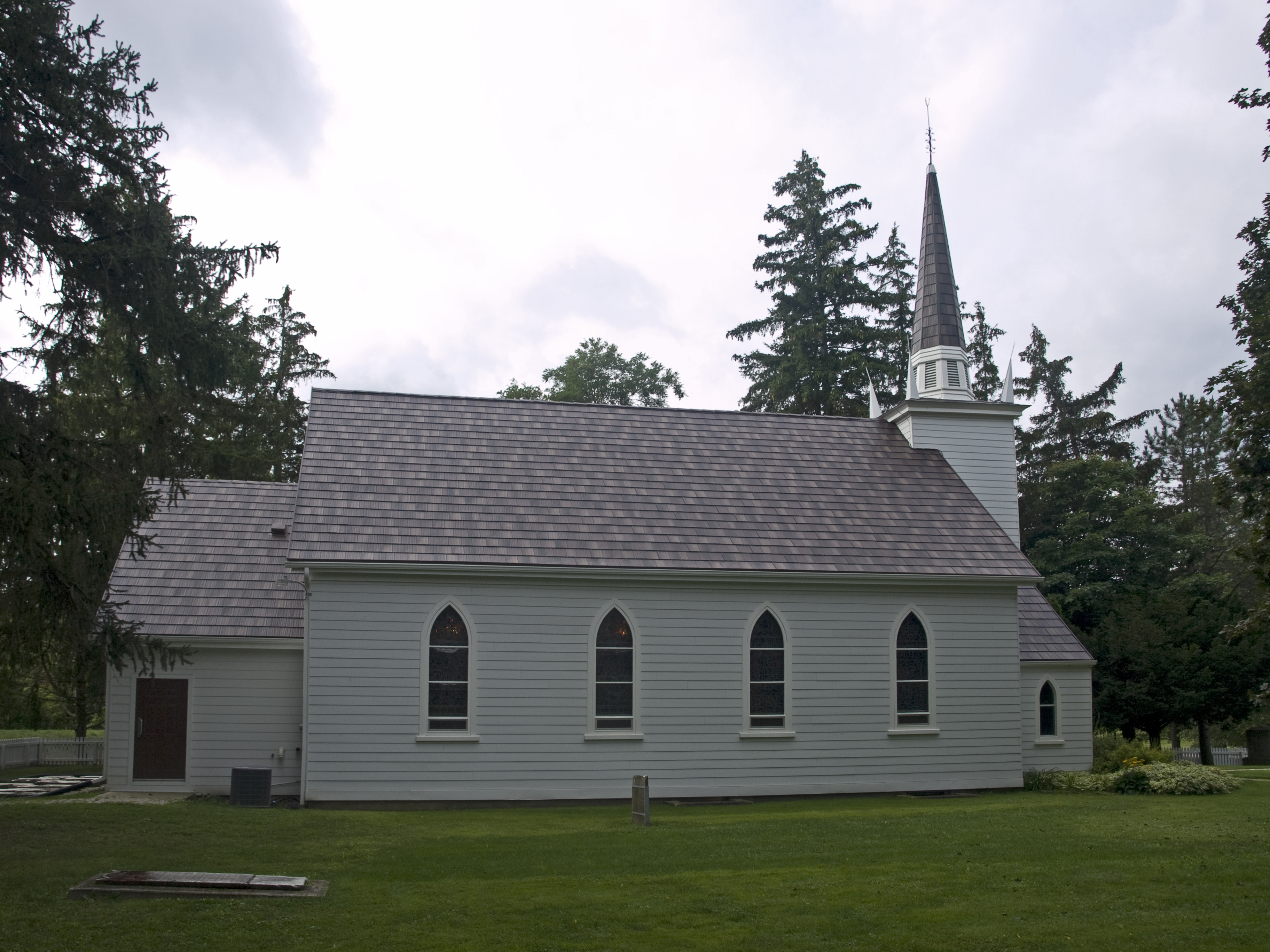
Каплиця могавків
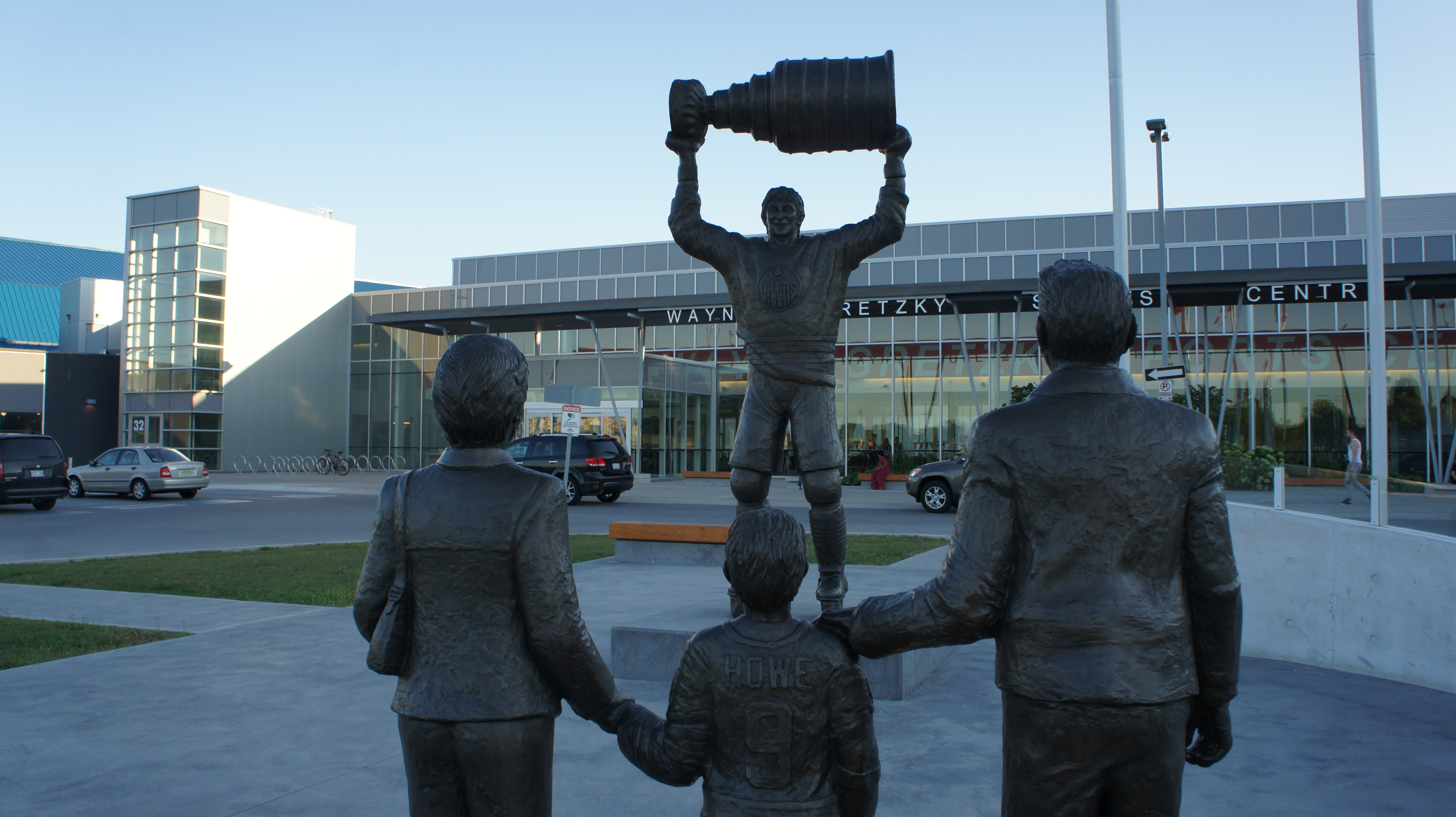
Пам’ятник Вейну Грецкі
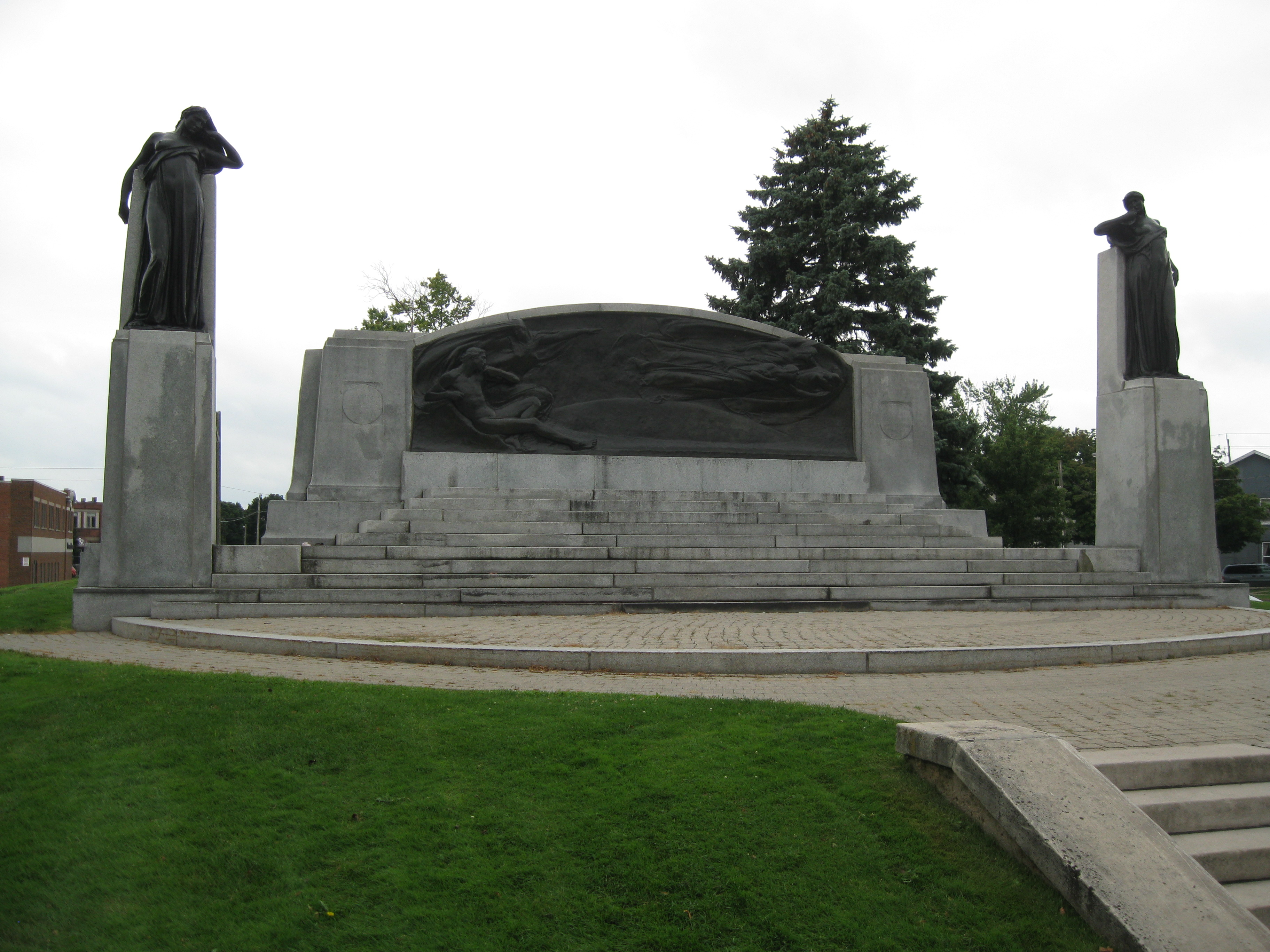
Меморіал Белла
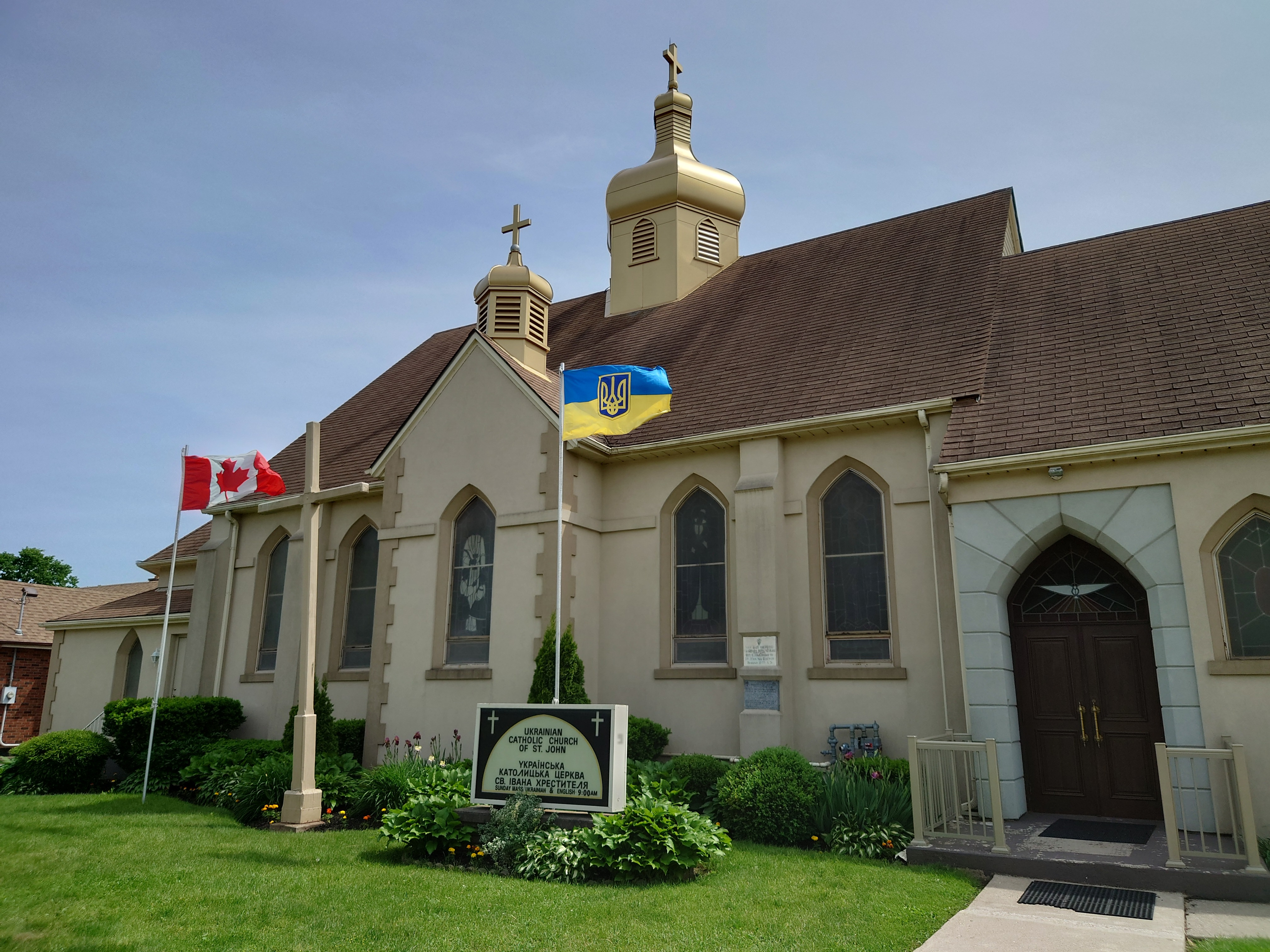
Українська греко-католицька церква Св. Івана Хрестителя